# سیندرلا (آلبوم)
سیندرلا نام پنجمین آلبوم گروه بلک کتز است که در سال ۱۹۹۹ (۱۳۷۸) توسط کمپانی  کلتکس رکوردز منتشر شد. ترانه‌های این آلبوم را شهبال شب‌پره و رامین زمانی و ترانه ی نسل عشق را پاکسیما سروده‌است. آهنگ‌سازی آلبوم را نیز شهبال شب‌پره و رامین زمانی انجام داده‌اند. کار تنظیم را نیز دیوید بتسامو و رامین زمانی انجام داده‌اند.
هم چنین این آلبوم اولین کار هنری کامران و هومن می‌باشد.
کلیه ی آهنگ‌های شهبال شب‌پره و تنظیم‌های دیوید بتسامو در استودیوی dask میکس و مستر گردیده‌ است. کلیه ی آهنگ‌های رامین زمانی در استودیوی sonic design ونکوور ضبط و میکس و در استودیوی rusk لس آنجلس مستر گردیده‌ است.
- سیندرلا (۱۹۹۹)

| نام ترانه  | ترانه‌سرا       | آهنگساز     | تنظیم        |
| ---------- | -------------- | ----------- | ------------ |
| سیندرلا    | شهبال شب‌پره    | شهبال شب‌پره | دیوید بتسامو |
| لیلی       | رامین زمانی    | رامین زمانی | رامین زمانی  |
| آفتاب      | شهبال شب‌پره    | شهبال شب‌پره | دیوید بتسامو |
| نرو        | رامین زمانی    | رامین زمانی | رامین زمانی  |
| چشم‌به‌راه   | شهبال شب‌پره    | شهبال شب‌پره | دیوید بتسامو |
| حرم‌سرا     | شهبال شب‌پره    | شهبال شب‌پره | دیوید بتسامو |
| سوگند      | رامین زمانی    | رامین زمانی | رامین زمانی  |
| دوست‌داشتنی | شهبال شب‌پره    | شهبال شب‌پره | دیوید بتسامو |
| نسل عشق    | پاکسیما زکی‌پور | رامین زمانی | رامین زمانی  |